# Querboga
Querboga (em árabe: كربغا; romaniz.: Kerboga), Curboga (em turco: Kürboğa) ou Corbarano (em latim: Corbaranus) foi um atabegue, ou governador, de Moçul de 1096 a 1102 e um renomado guerreiro durante a Primeira Cruzada. 